# 兆康苑
兆康苑（英語：Siu Hong Court）乃香港房屋委員會興建的一個居屋屋苑，位於新界屯門新市鎮北部，於1982年至1984年間建成，與同區的兆山苑同期，同時兆康苑是屯門區內第三個興建之居屋，亦是現時全香港住宅數目第六多的居屋屋苑。

## 屋苑資料

### 地理與景色
屋苑位於港鐵屯馬綫及輕鐵之沿線。西面是欣田邨及麒麟圍，北面望向藍地，南面望向屯門醫院，東隔屯門公路望向虎地。屋苑高層住戶可以觀望西面遠山及未清拆前紫田村優美田園景色，北望藍地、天水圍新市鎮及深圳摩天大廈（華僑城大廈至平安金融中心），東望叠茵庭、嶺南大學及景峰山徑，南望屯門河兩岸景物。而在天水圍新市鎮未發展之前，兆康苑3-4期居民還可遠眺深圳景緻，例如香蜜湖華僑城的摩天輪。

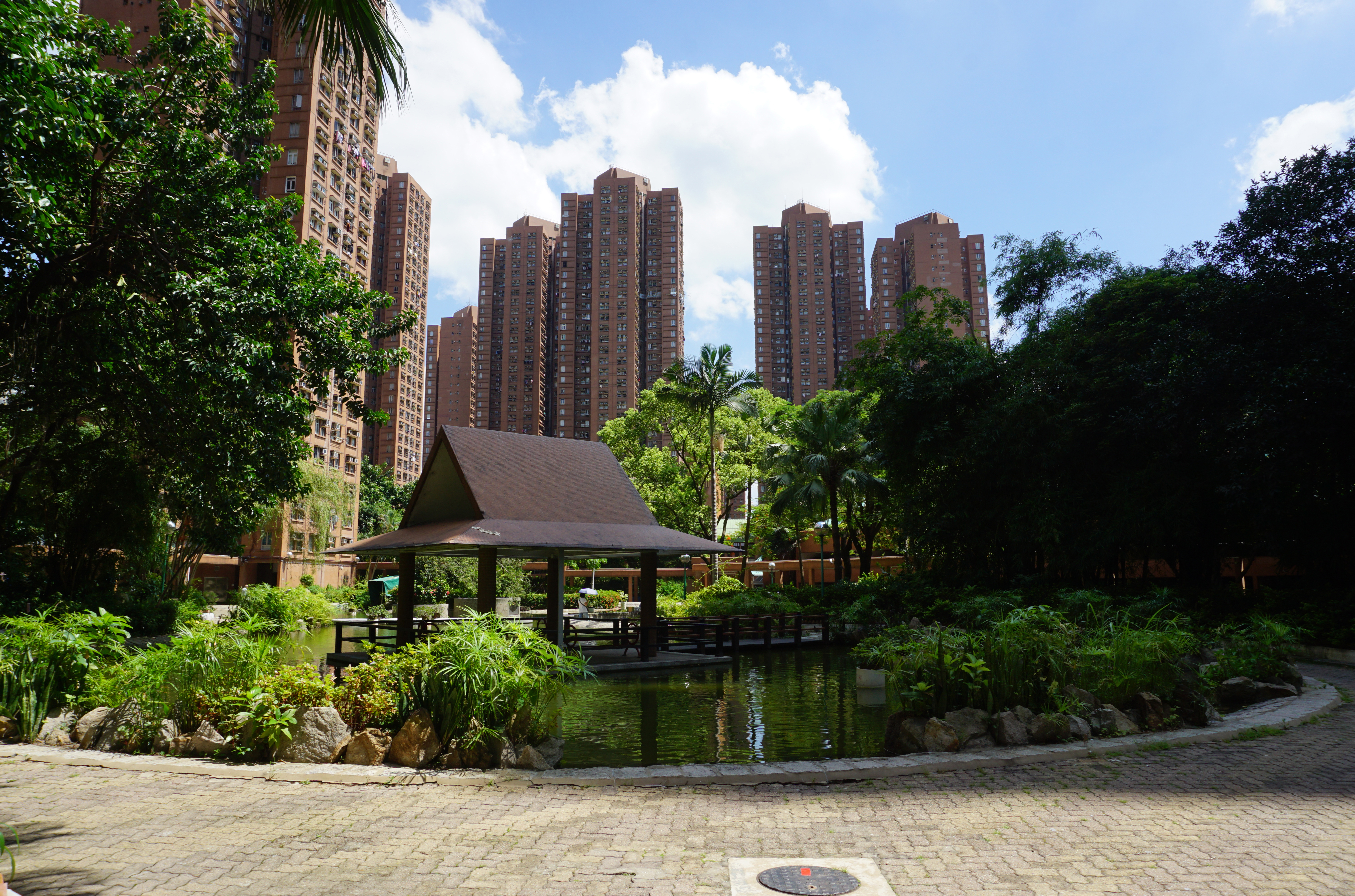
南面的錦鯉池及涼亭

### 樓宇
兆康苑外牆物料採用磚紅色紙皮石。而住宅大廈合共20座，分別採用彈性十字一型及二型設計，佈局上盡量分布於屋苑外圍，以減低住戶互相對望問題及改善單位景觀、部份住戶甚至可遠眺自然景色，唯至今景色隨城市發展亦可能有所變數。
各座樓宇於1982至1984年分期入伙，共有20座25至35層高樓宇分4期出售，A至E座為第1期、F至I座為第2期、J至N座為第3期、O至T座為第4期。屋苑合共提供4,676伙單位。單位面積介乎466呎至692呎，有1款三房兩廳及2款兩房兩廳設計，其中一款兩房兩廳單位更設有一間小型儲物室。
| 樓宇名稱（座號） | 樓宇類型     | 落成年份 | 層數 | 每層伙數 | 每座單位數目（伙） | 建築師                             | 承建商   | 提供升降機服務的廠商 | 期數 |
| ---------------- | ------------ | -------- | ---- | -------- | ------------------ | ---------------------------------- | -------- | -------------------- | ---- |
| 兆賢閣（A座）    | 彈性十字一型 | 1982年   | 25   | 8        | 200                | Mr.Allan McDonald （房屋署建築師） | 有成建築 | 富士達               | 1    |
| 兆新閣（B座）    | 彈性十字一型 | 1982年   | 25   | 8        | 200                | Mr.Allan McDonald （房屋署建築師） | 有成建築 | 富士達               | 1    |
| 兆俊閣（C座）    | 彈性十字二型 | 1982年   | 30   | 8        | 228                | Mr.Allan McDonald （房屋署建築師） | 有成建築 | 富士達               | 1    |
| 兆傑閣（D座）    | 彈性十字二型 | 1982年   | 29   | 8        | 228                | Mr.Allan McDonald （房屋署建築師） | 有成建築 | 富士達               | 1    |
| 兆偉閣（E座）    | 彈性十字二型 | 1982年   | 29   | 8        | 228                | Mr.Allan McDonald （房屋署建築師） | 有成建築 | 富士達               | 1    |
| 兆健閣（F座）    | 彈性十字一型 | 1982年   | 33   | 8        | 264                | Mr.Allan McDonald （房屋署建築師） | 有成建築 | 快高靈               | 2    |
| 兆欣閣（G座）    | 彈性十字二型 | 1982年   | 29   | 8        | 232                | Mr.Allan McDonald （房屋署建築師） | 有成建築 | 快高靈               | 2    |
| 兆榮閣（H座）    | 彈性十字二型 | 1982年   | 29   | 8        | 232                | Mr.Allan McDonald （房屋署建築師） | 有成建築 | 快高靈               | 2    |
| 兆華閣（I座）    | 彈性十字二型 | 1982年   | 29   | 8        | 232                | Mr.Allan McDonald （房屋署建築師） | 有成建築 | 快高靈               | 2    |
| 兆恆閣（J座）    | 彈性十字二型 | 1984年   | 29   | 8        | 232                | Mr.Allan McDonald （房屋署建築師） | 德榮建築 | 快高靈               | 3    |
| 兆順閣（K座）    | 彈性十字二型 | 1984年   | 29   | 8        | 232                | Mr.Allan McDonald （房屋署建築師） | 德榮建築 | 快高靈               | 3    |
| 兆昌閣（L座）    | 彈性十字二型 | 1984年   | 29   | 8        | 228                | Mr.Allan McDonald （房屋署建築師） | 德榮建築 | 快高靈               | 3    |
| 兆豪閣（M座）    | 彈性十字一型 | 1984年   | 35   | 8        | 280                | Mr.Allan McDonald （房屋署建築師） | 德榮建築 | 快高靈               | 3    |
| 兆平閣（N座）    | 彈性十字二型 | 1984年   | 29   | 8        | 228                | Mr.Allan McDonald （房屋署建築師） | 德榮建築 | 快高靈               | 3    |
| 兆暉閣（O座）    | 彈性十字一型 | 1984年   | 35   | 8        | 280                | Mr.Allan McDonald （房屋署建築師） | 德榮建築 | 美善高（通力）       | 4    |
| 兆樂閣（P座）    | 彈性十字一型 | 1984年   | 35   | 8        | 280                | Mr.Allan McDonald （房屋署建築師） | 德榮建築 | 美善高（通力）       | 4    |
| 兆麗閣（Q座）    | 彈性十字二型 | 1984年   | 29   | 8        | 232                | Mr.Allan McDonald （房屋署建築師） | 德榮建築 | 美善高（通力）       | 4    |
| 兆基閣（R座）    | 彈性十字二型 | 1984年   | 29   | 8        | 232                | Mr.Allan McDonald （房屋署建築師） | 德榮建築 | 美善高（通力）       | 4    |
| 兆寧閣（S座）    | 彈性十字二型 | 1984年   | 26   | 8        | 208                | Mr.Allan McDonald （房屋署建築師） | 德榮建築 | 美善高（通力）       | 4    |
| 兆泰閣（T座）    | 彈性十字二型 | 1984年   | 25   | 8        | 200                | Mr.Allan McDonald （房屋署建築師） | 德榮建築 | 美善高（通力）       | 4    |

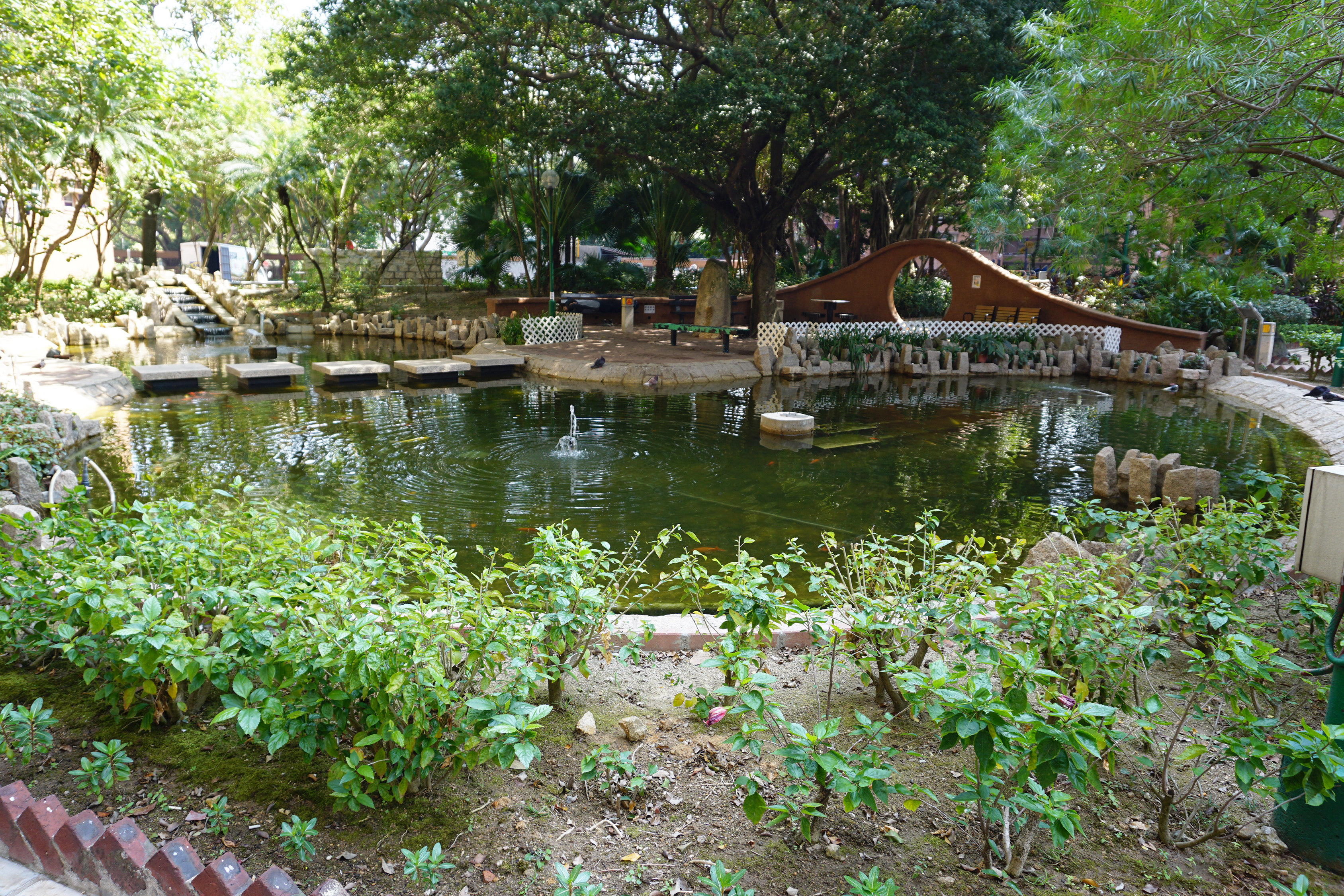
北面的錦鯉池，設有階梯式流水及橫跨步道
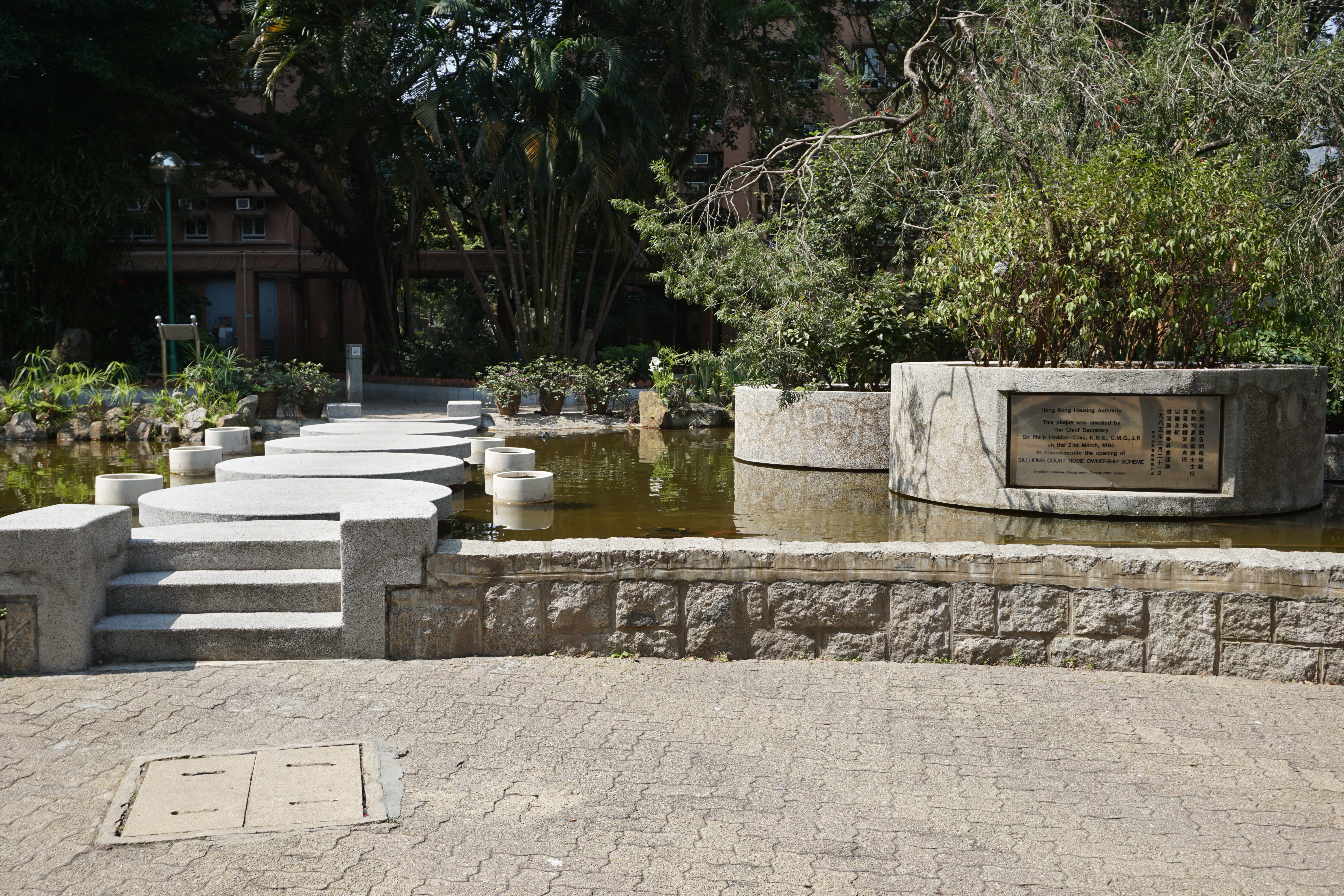
橫跨南錦鯉池的行人路及兆康苑開幕紀念牌匾
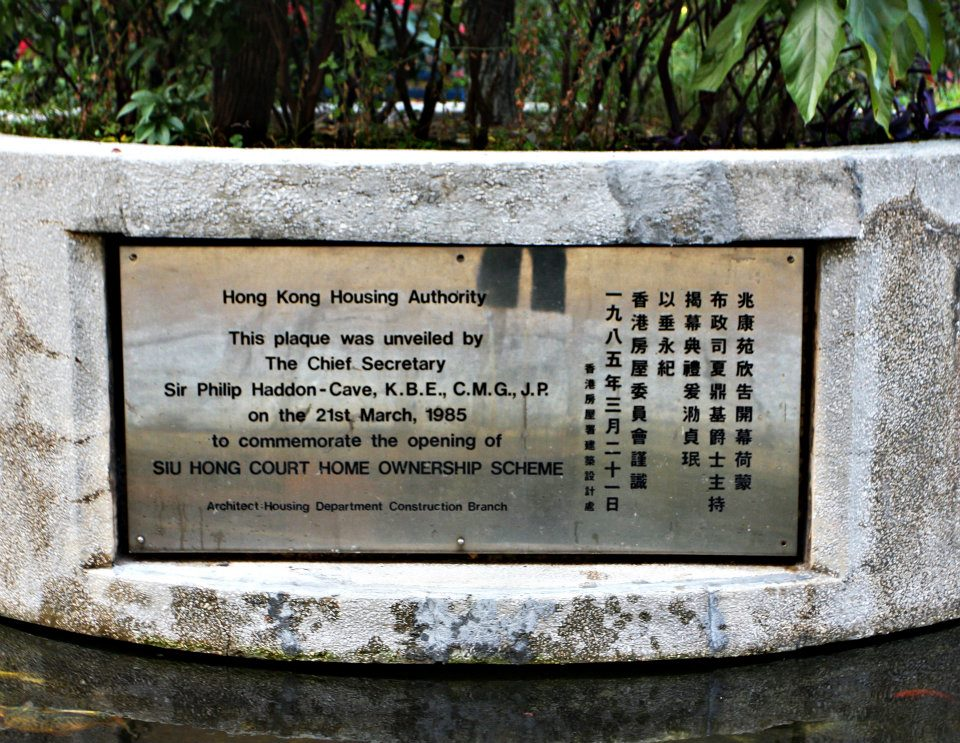
兆康苑開幕紀念牌匾
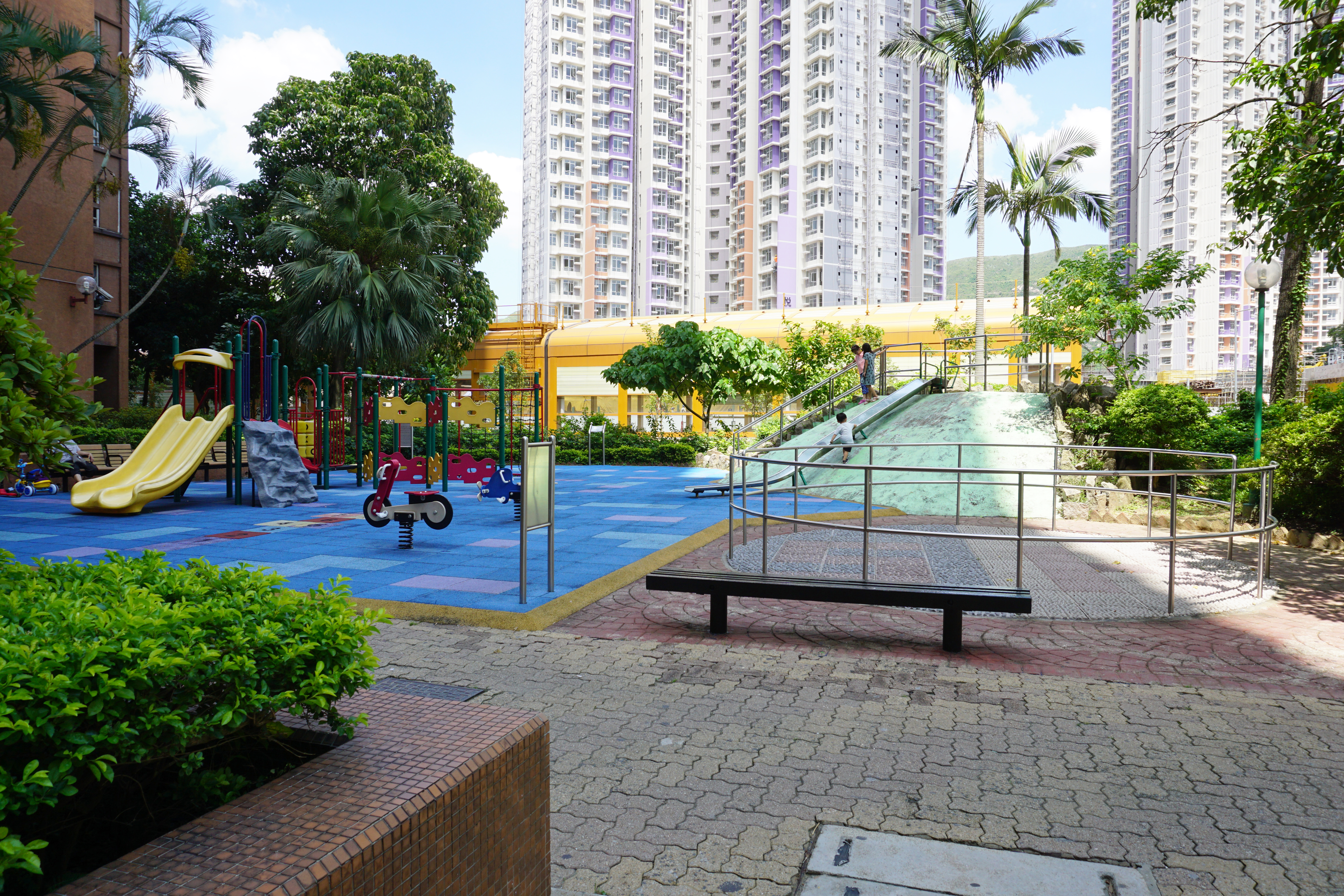
兒童遊樂場及卵石路步行徑
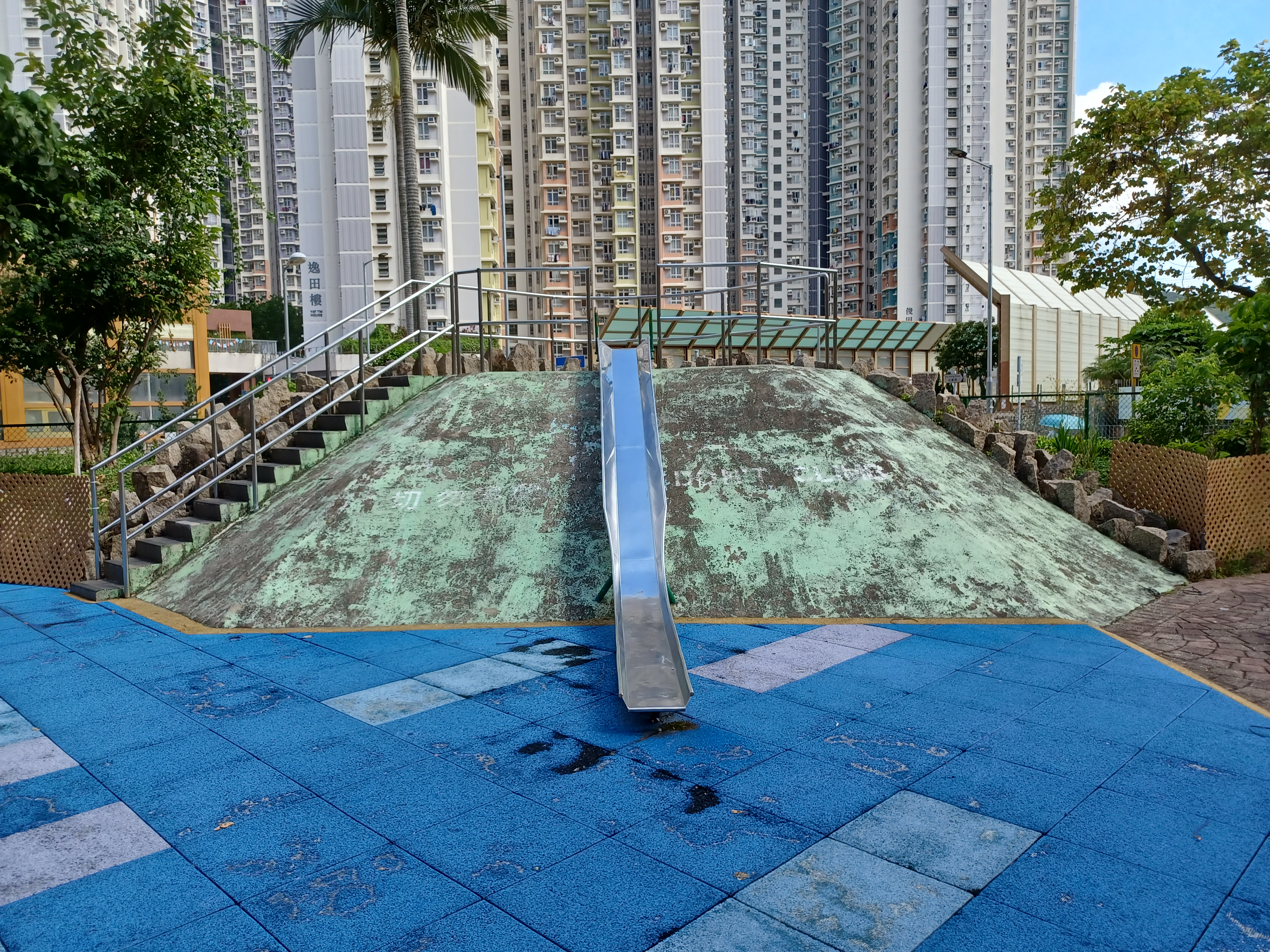
兒童遊樂場
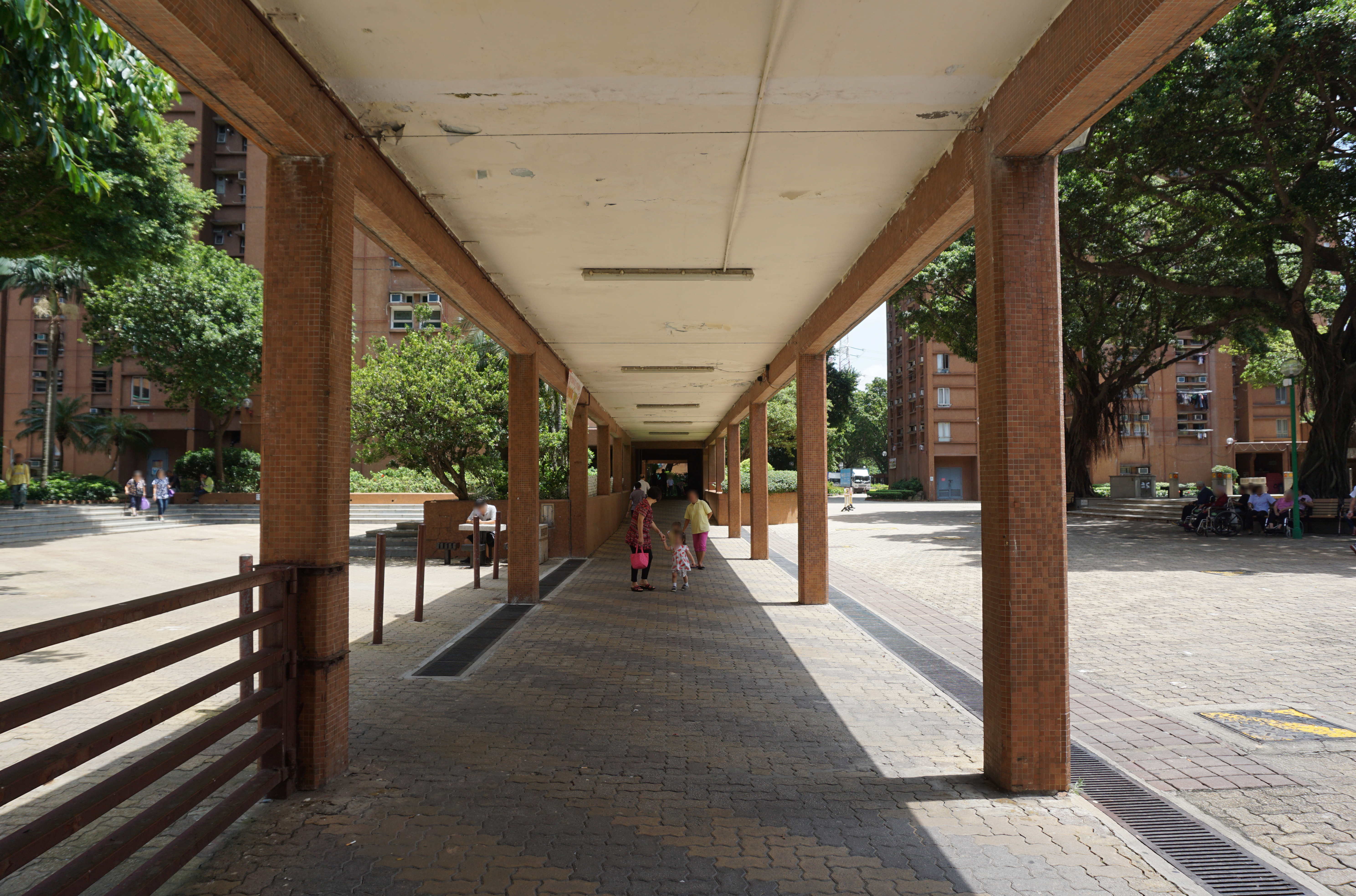
有蓋行人通道

### 建築設計
兆康苑由房屋署建築師Mr.Allan McDonald於1978年著手設計，同時為他首個負責的工程。建築師表示自己深受屯門翠綠風景所吸引，故此在設計屋苑時下了不少心思，並且希望屋苑建築可融入大自然，譬如屋苑內的休憩地方都參照中國園林式來設計；至於屋苑中央的池塘則象徵舊有魚塘之自然景色；建築師之所以為大廈外牆選用磚紅色紙皮石、是為了襯托屋苑毗鄰景色及山丘之泥土顏色、務求與自然景色協調。
屋苑於1985年獲得香港建築師學會銀牌獎。

## 屋苑設施

### 商場

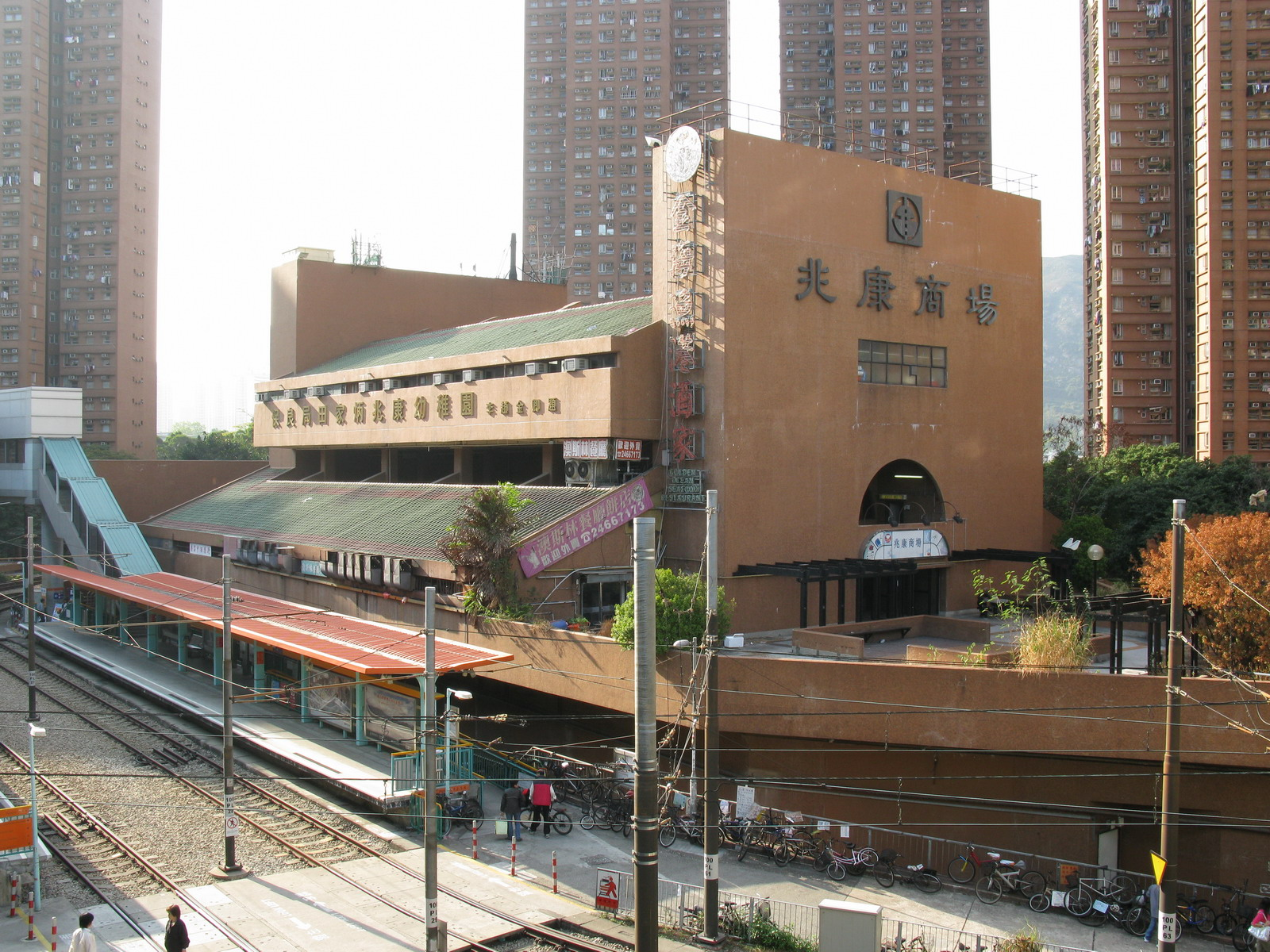
兆康商場

兆康商場位於屋苑1、2期（A至I座）及3、4期（J至T座）中間，為屯門區內唯一沒有出售予領匯房地產信託基金的屋邨商場。
商場樓高兩層，下層有街市、金海海鮮酒家、OK便利店、雜貨店和文具店，街市旁的麥當勞分店在2011年9月26日早上6時開業；商場上層有髮廊、超級市場、麵包店、中西藥店、私家醫務所、體育用品店、電腦店、炊具爐具門市、琴行、美容中心和地產分行，食肆有茶餐廳三家。
房署原本在90年代計劃為商場進行大型翻新工程，並且縮小街市的面積。翻新後會有金海海鮮酒家、百佳超級市場、麥當勞、大快活、7-11便利店、OK便利店、萬寧、大昌食品市場、美心西餅、阿波羅美極屋等民生商舖，並預計在2002年尾落成後商戶陸續開業，但最終也沒有成事。房署有此計劃配合將來九廣西鐵（現今屯馬錢）新車站一帶的日常需要。
一些兆康居民亦會到設有不同民生商店的屯馬綫兆康站大堂購物。

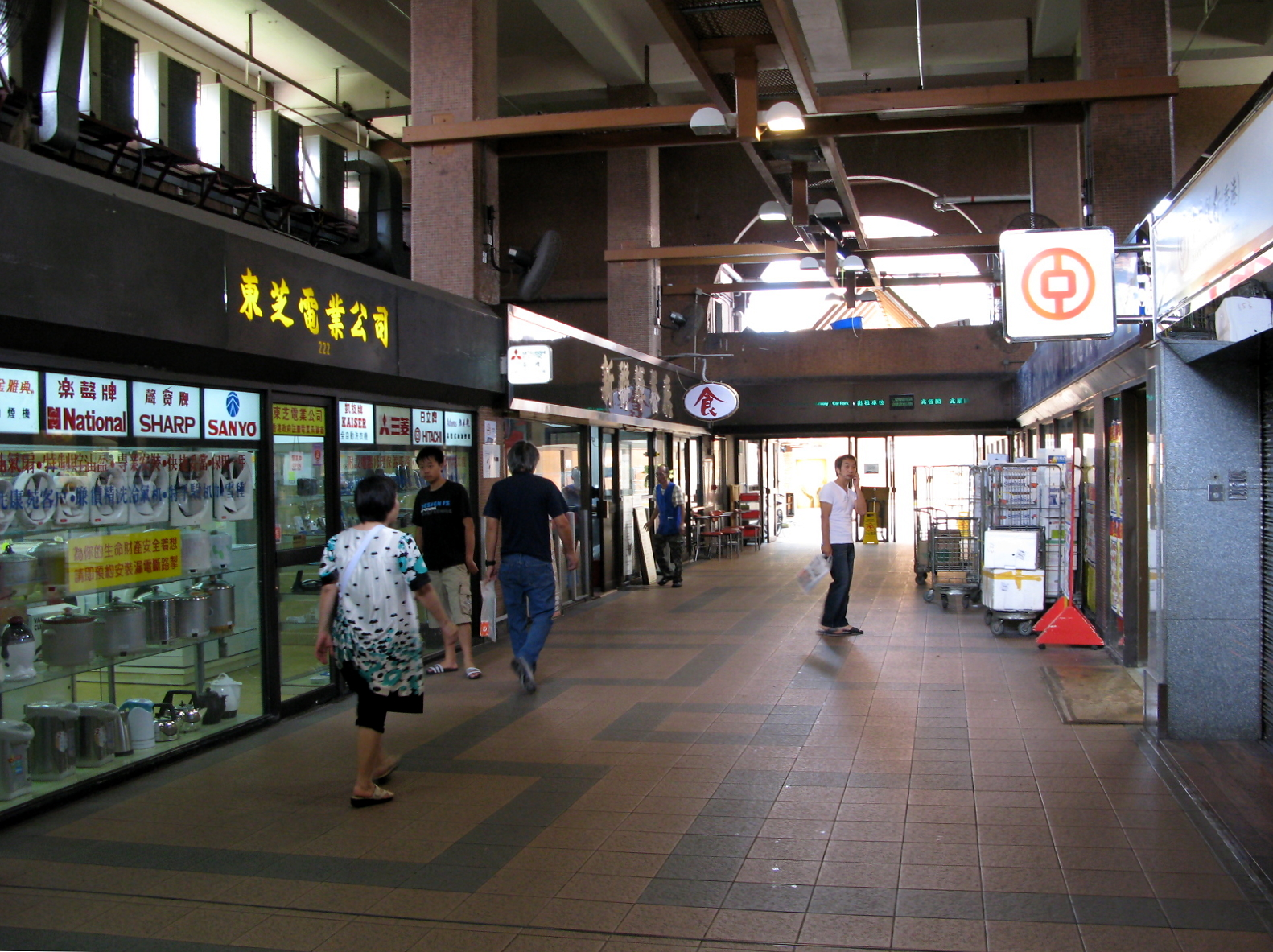
兆康商場內貌（2009年8月）
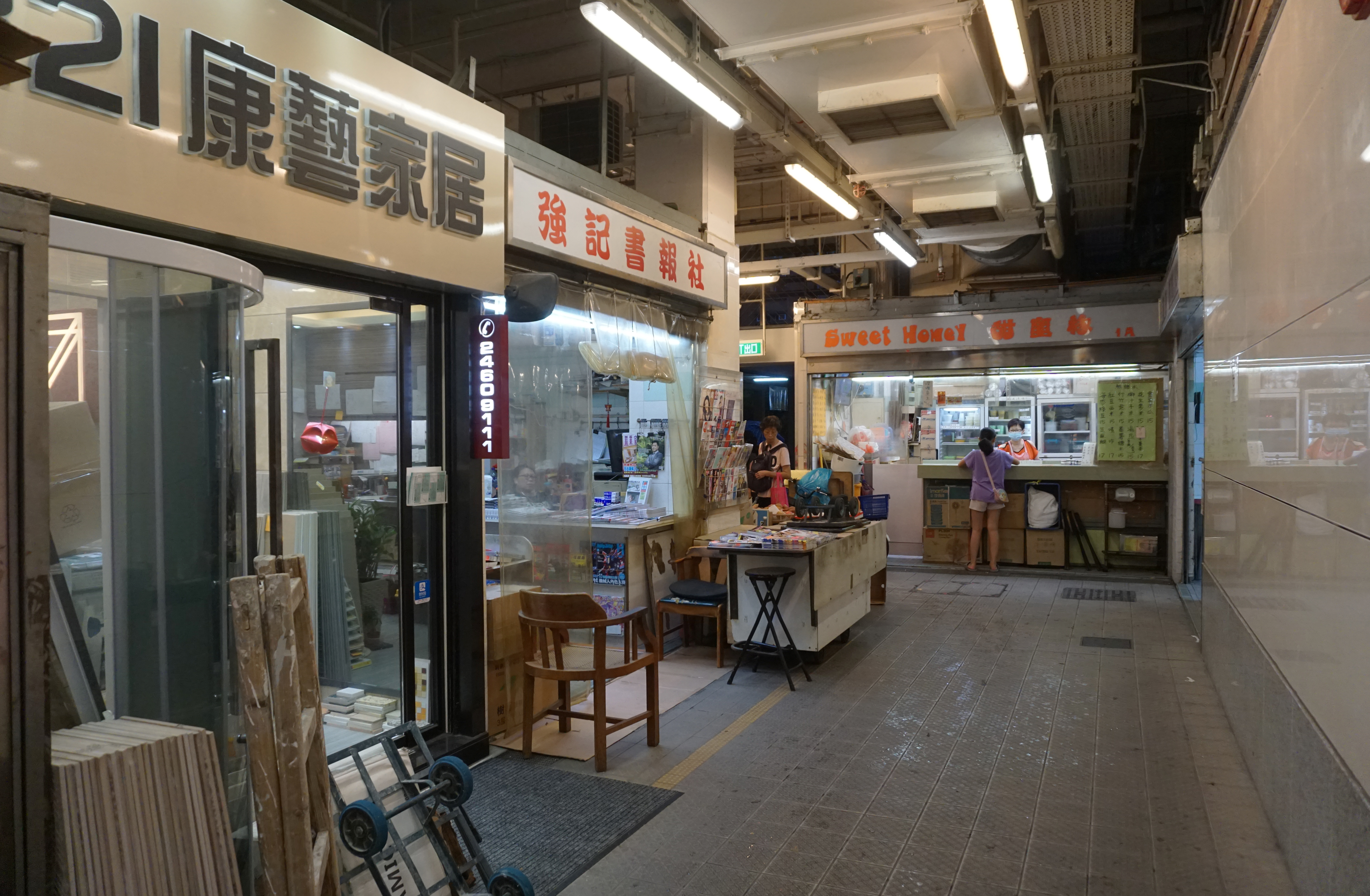
兆康街市家居裝修店、報攤及糖水店
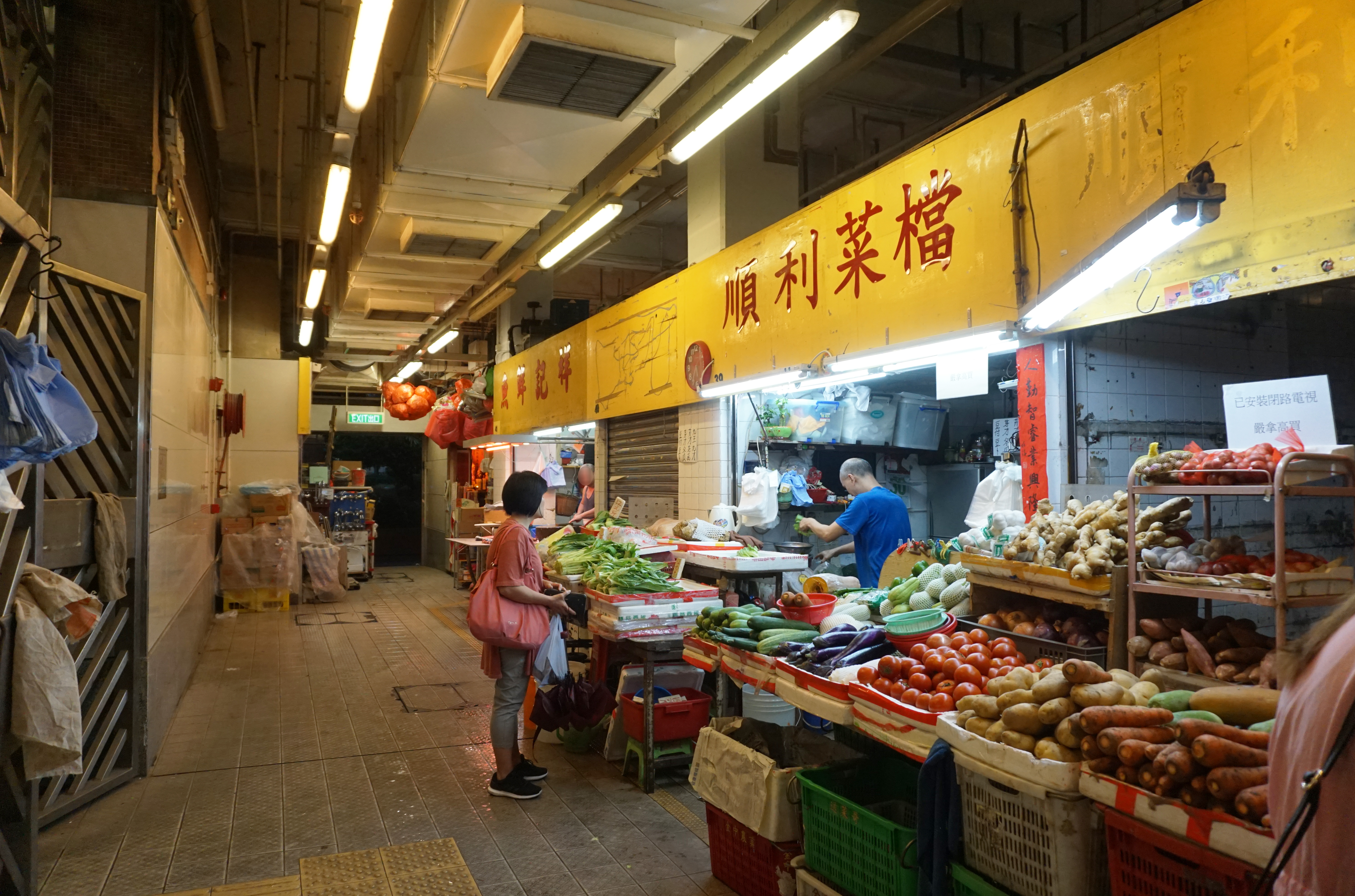
兆康街市水電工程店、香燭祭品、魚及菜檔

### 停車場
1、2期及3、4期各有停車場1個，提供時租（日間每小時8元、晚間22:00-06:00每小時5元）及月租車位。

### 社區服務
兆康商場側百佳超級市場斜對面設有社區設施，屬於信義會。

### 休憩用地

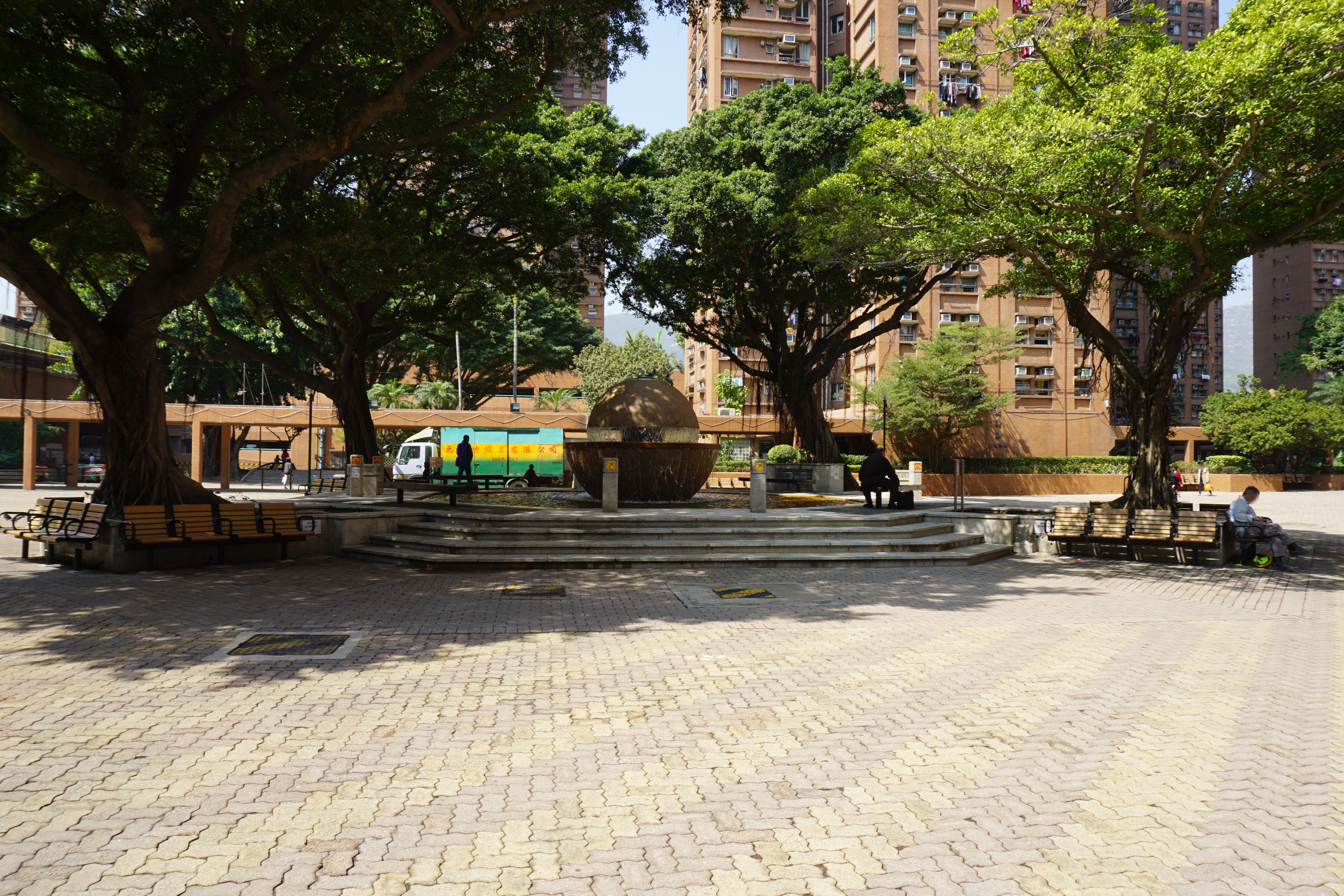
噴水池及休憩區

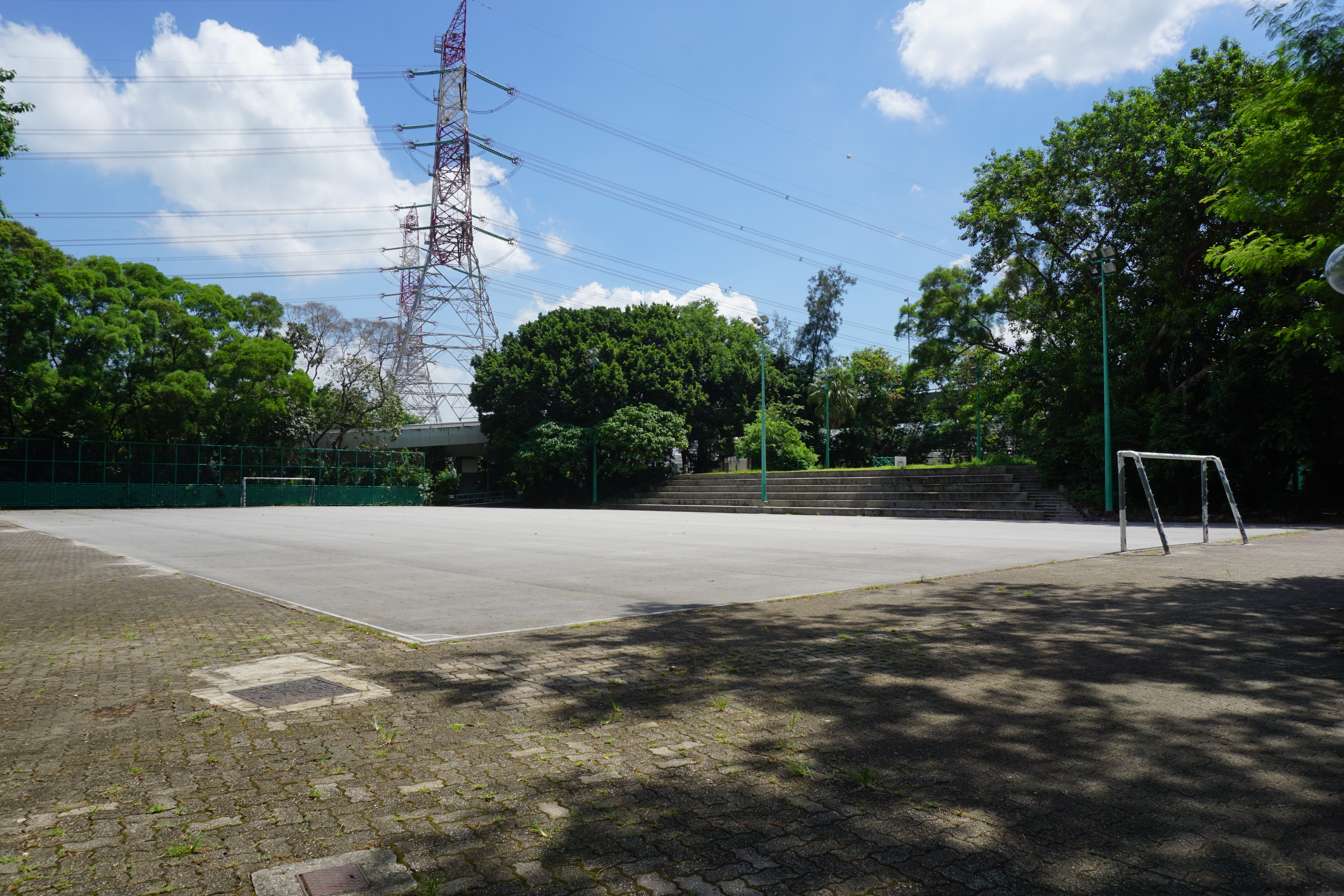
七人足球場

兆康苑有兩個較大的休憩地點，位於兆華閣後及東華三院邱子田紀念中學旁。此外，屯門官立小學外及兆麗閣附近亦有較為小型的休憩地點。

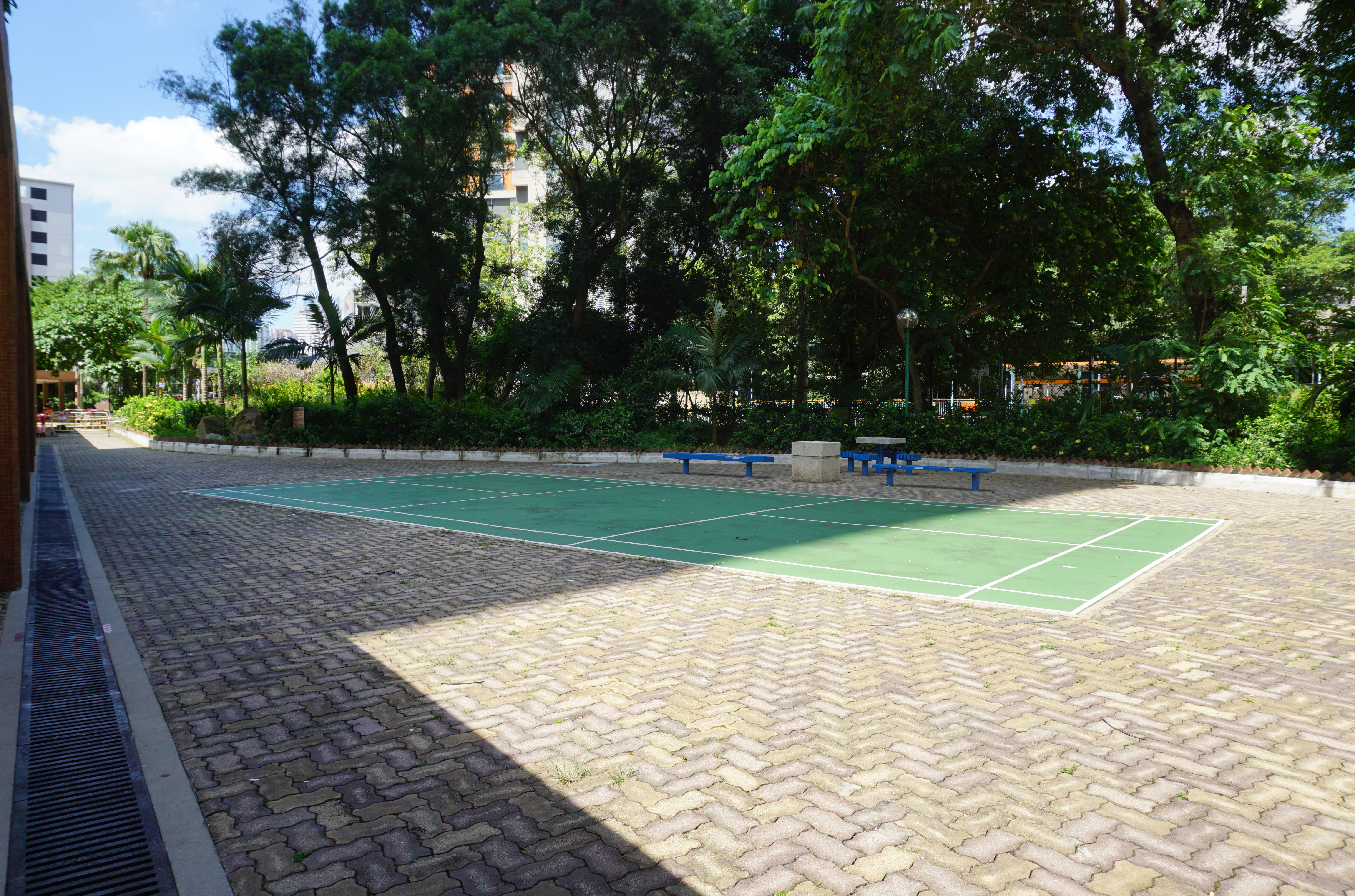
羽毛球場
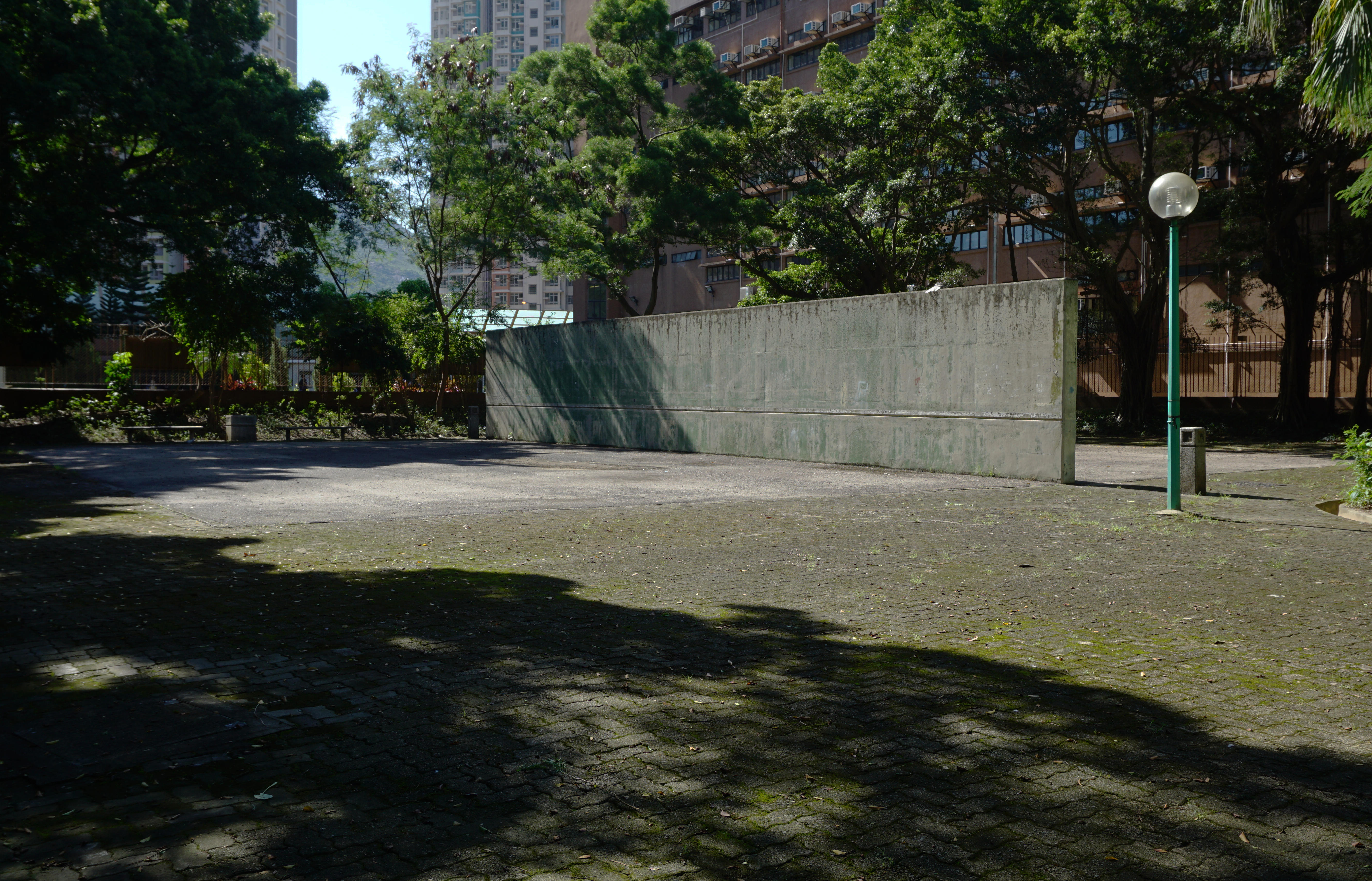
網球練習場
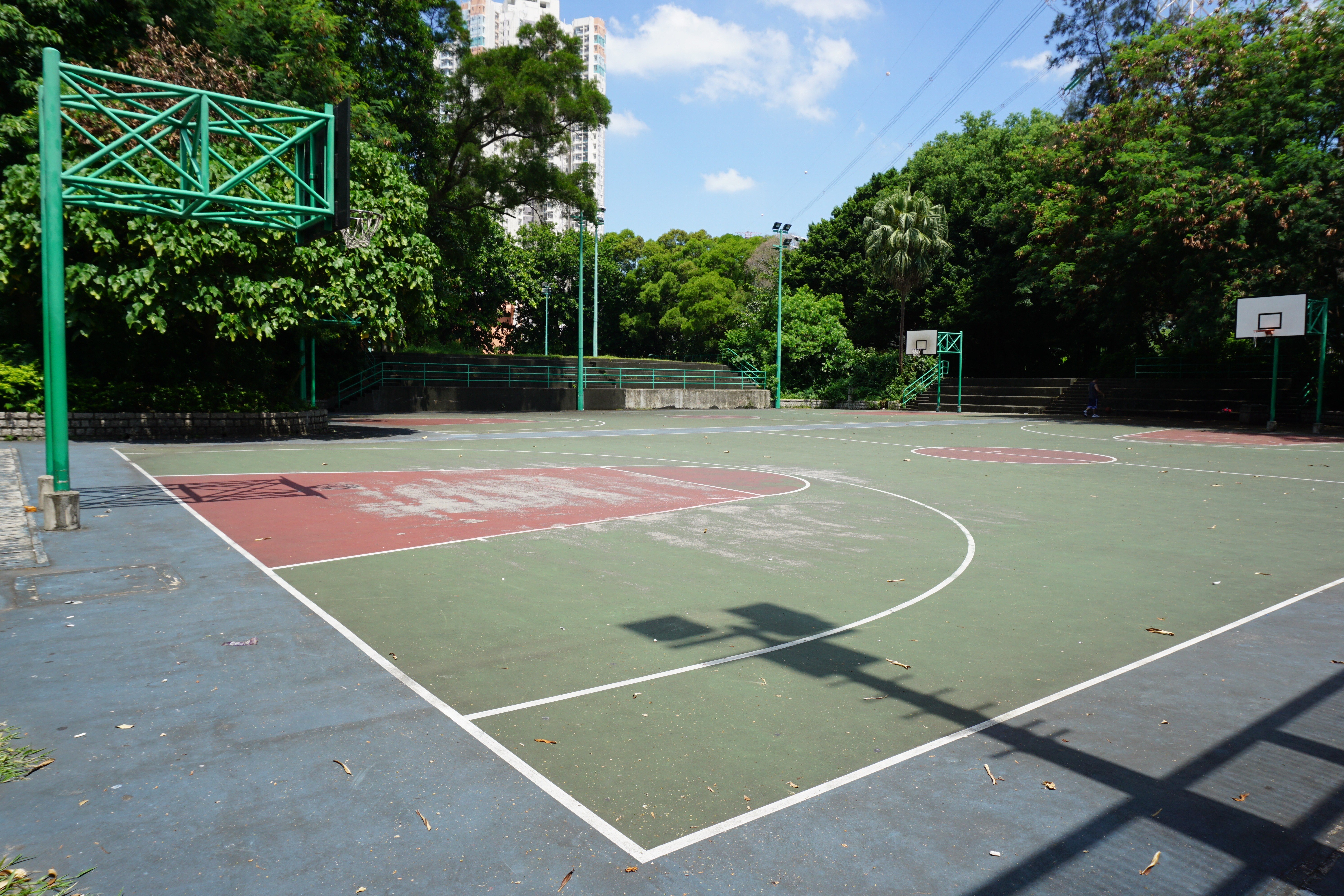
籃球場
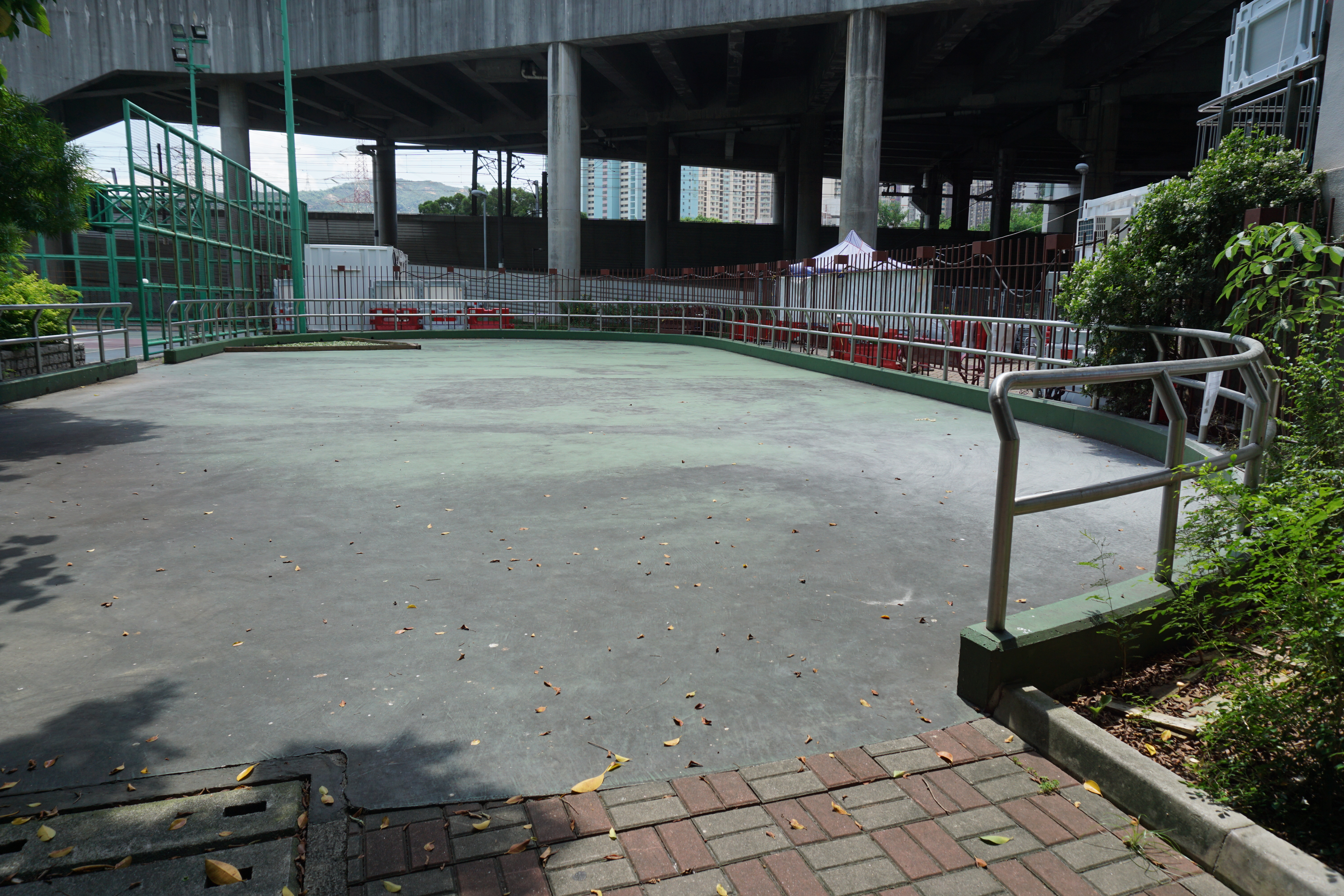
滾軸溜冰場
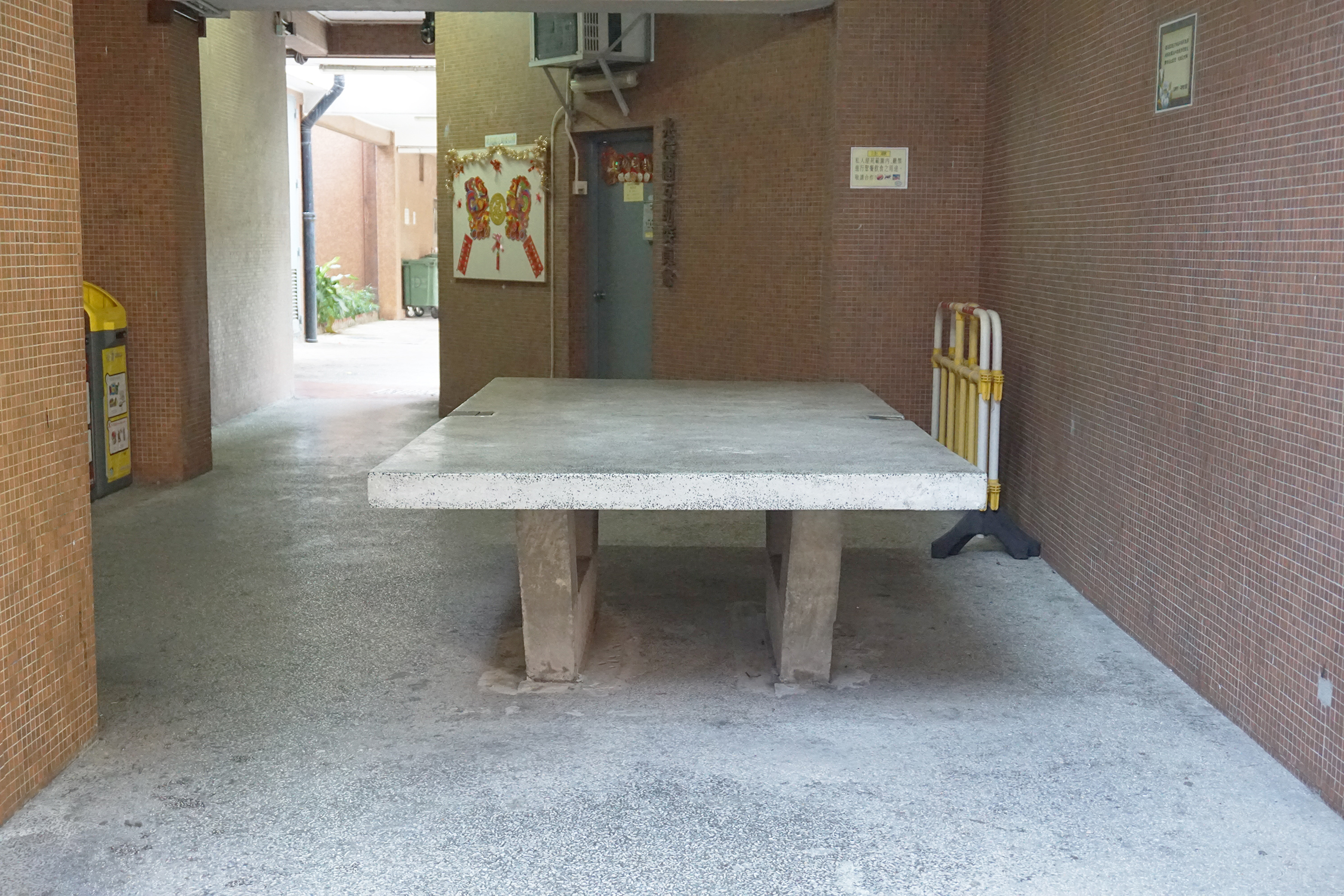
乒乓球檯
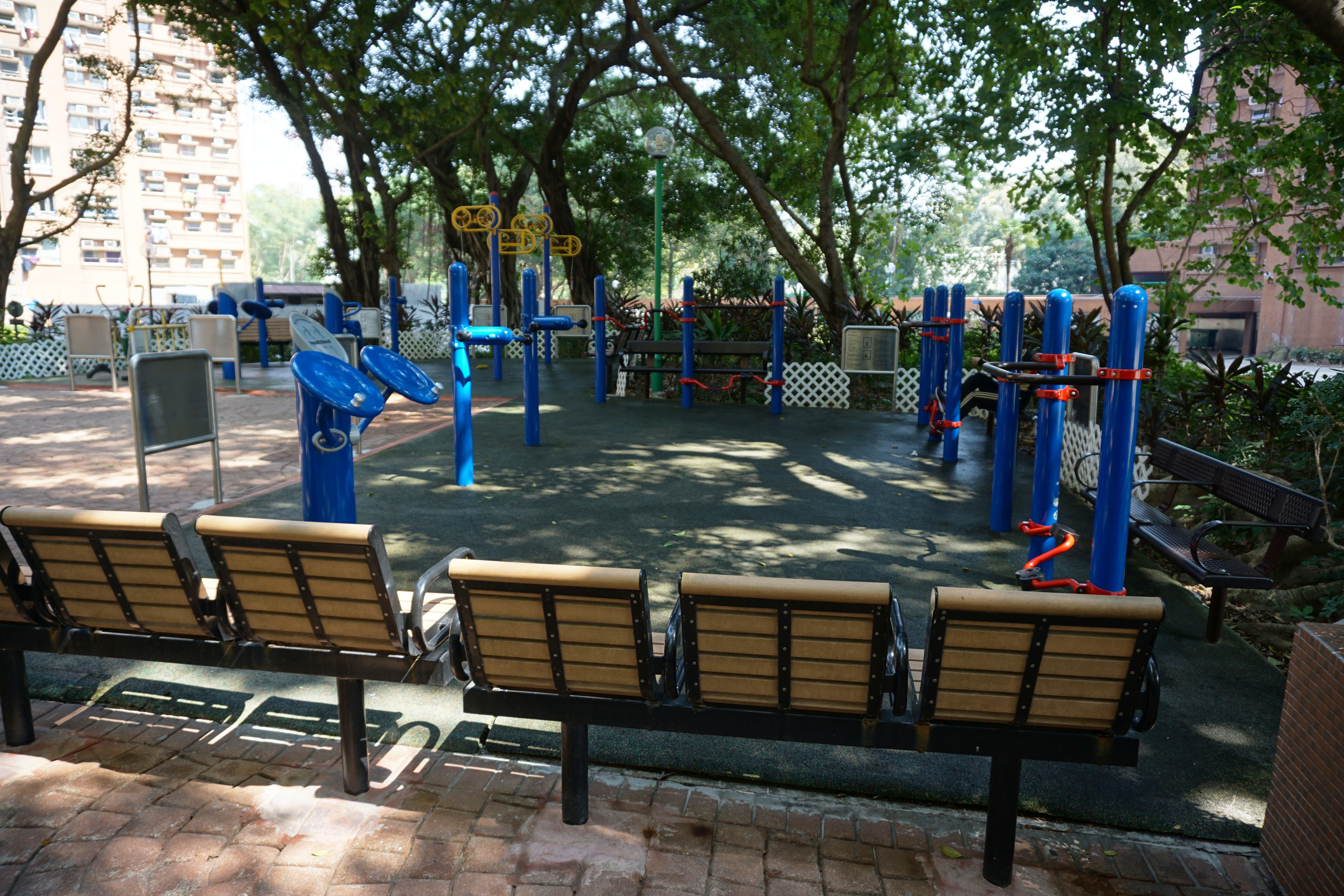
健體區
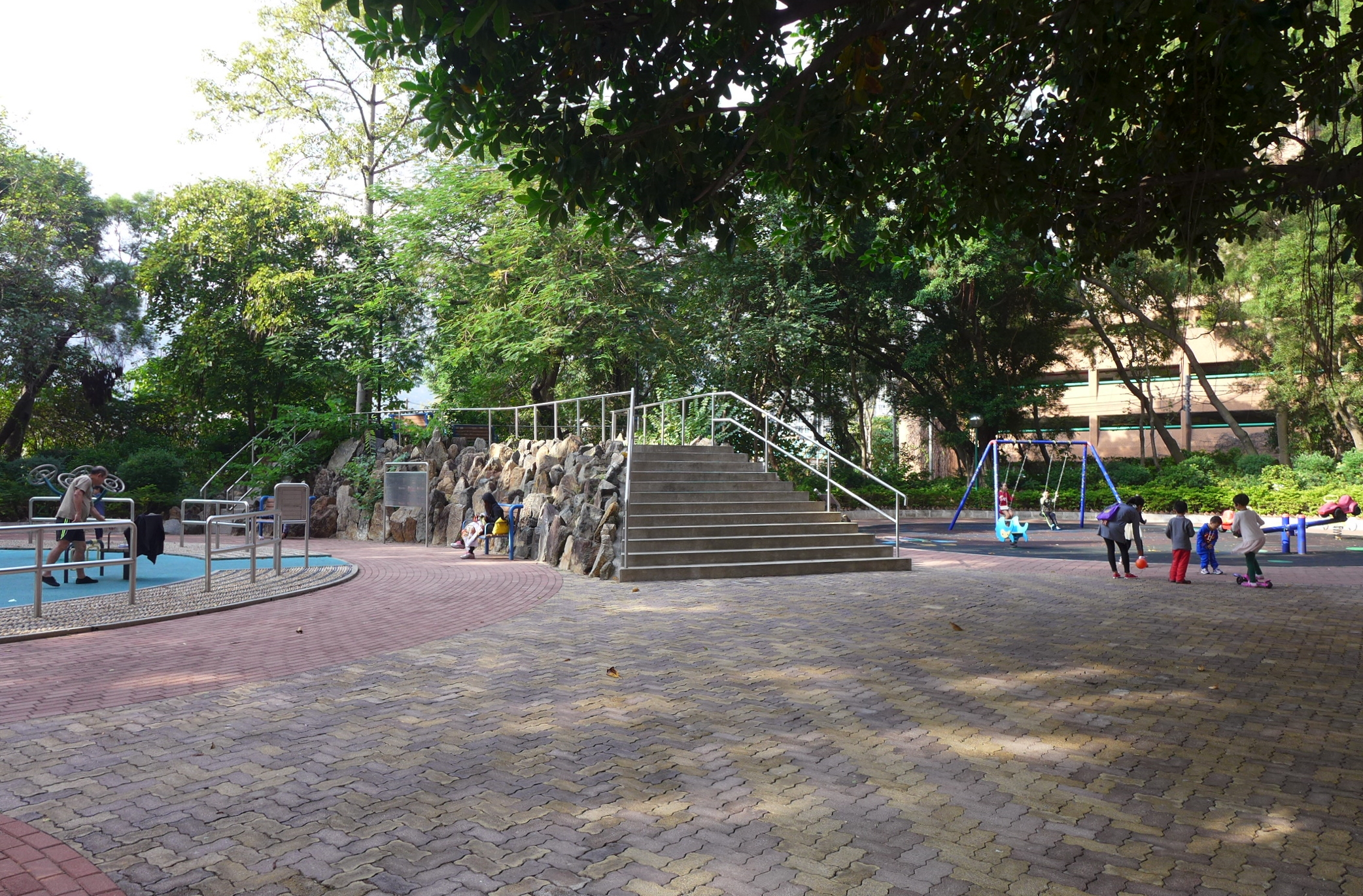
健體區（左）及兒童遊樂場（右）（2015年12月）
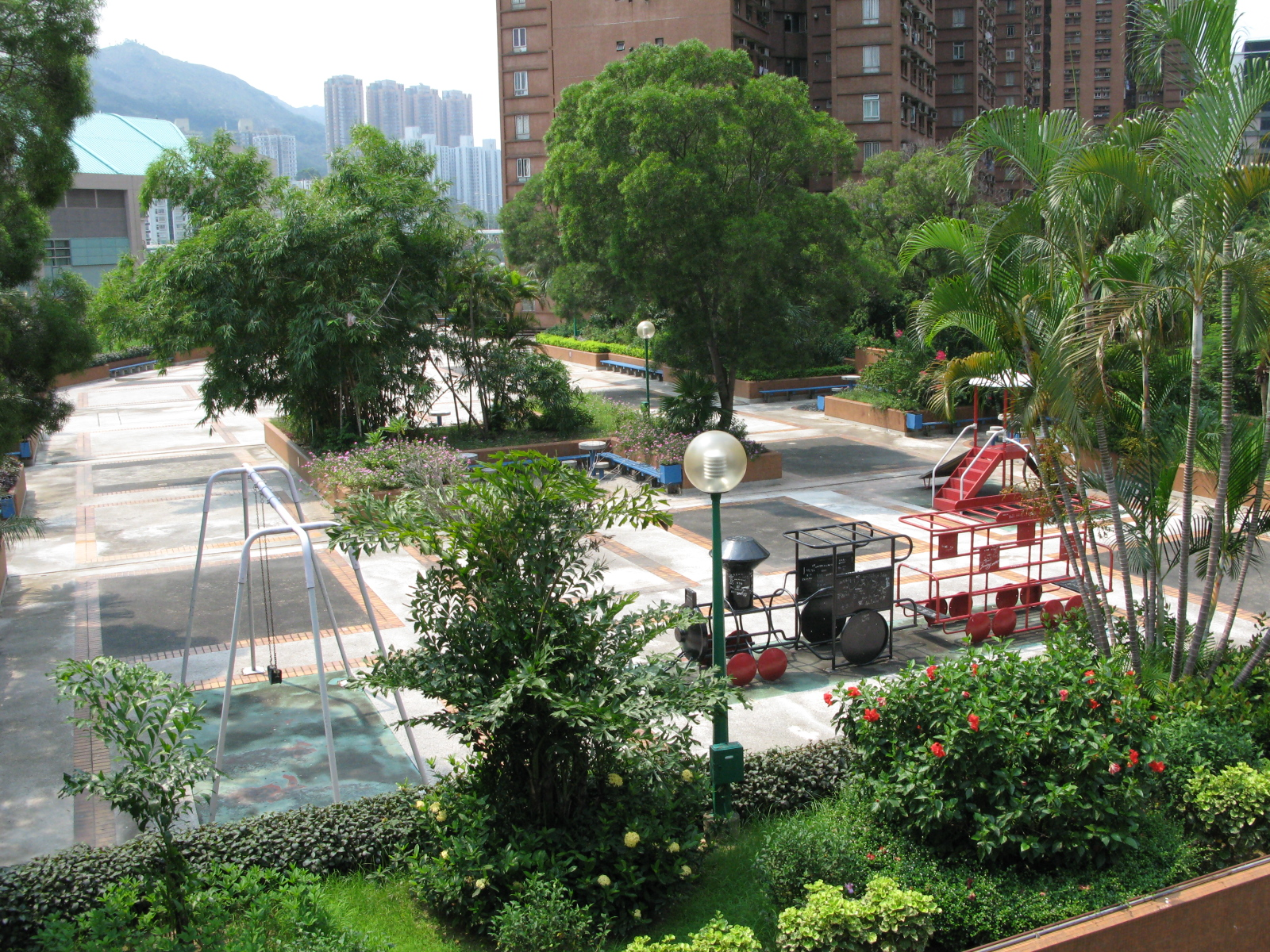
平台上的兒童遊樂場（2009年8月）
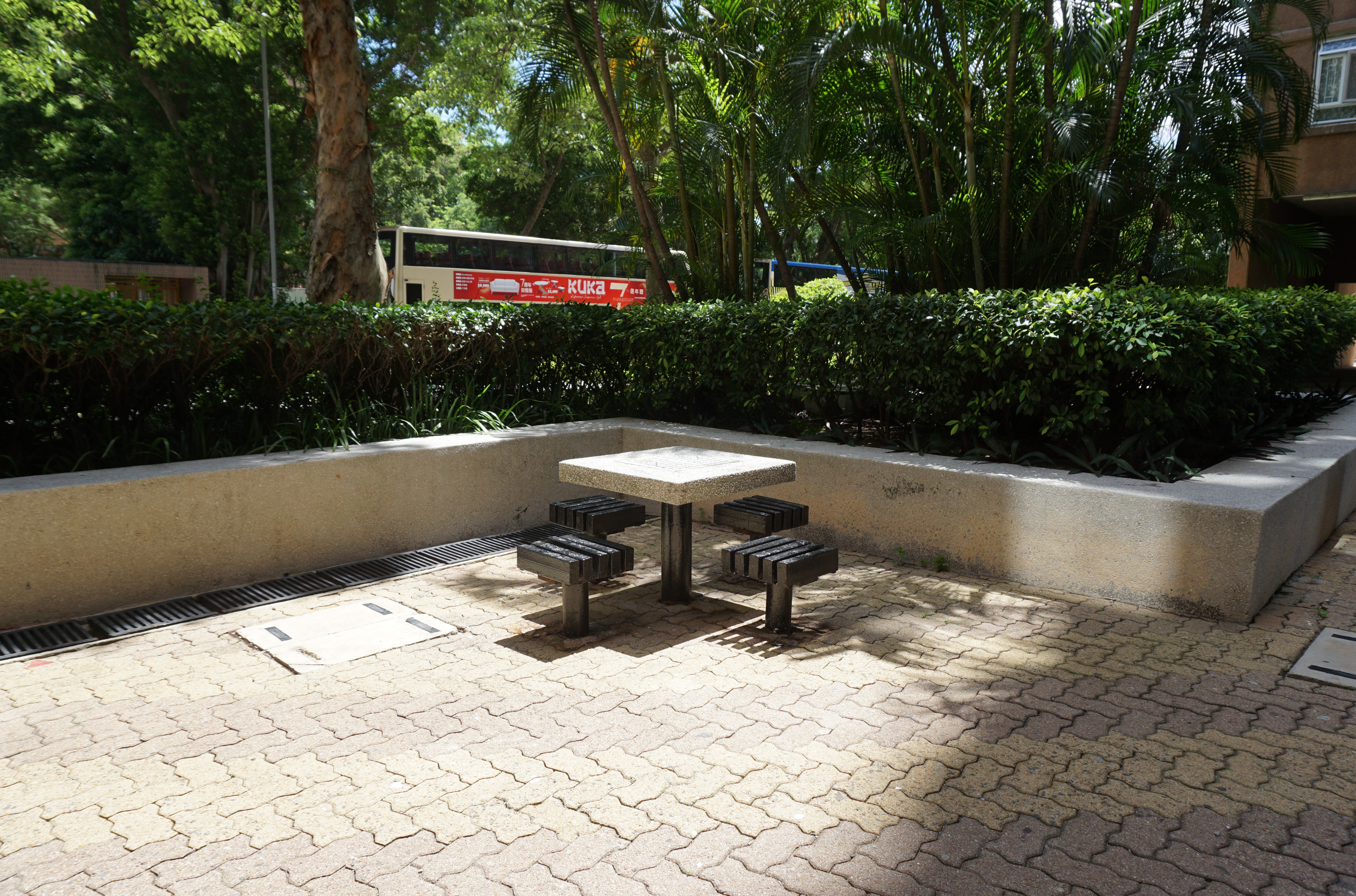
棋藝區

### 足球場
兆康苑有兩個足球場，一個位於東華三院邱子田紀念中學側，是一個七人石地足球場；另一個位於屯門官立小學旁，是一個五人石地足球場，由於該小學擴建關係以及土地不足，導致足球場的形狀較怪。

### 教育
香港房屋委員會在興建本苑時，同時興建了一間小學及一間中學、另外還開設兩間幼稚園，分別為：
- 屯門官立小學（時常作為選舉投票站）
- 東華三院邱子田紀念中學（時常作為選舉投票站）
- 商場內亦開設保良局田家炳兆康幼稚園 （1983年創校），兆順閣停車場平台另有一所幼兒園，名為仁愛堂田家炳幼稚園 （1988年創校）。

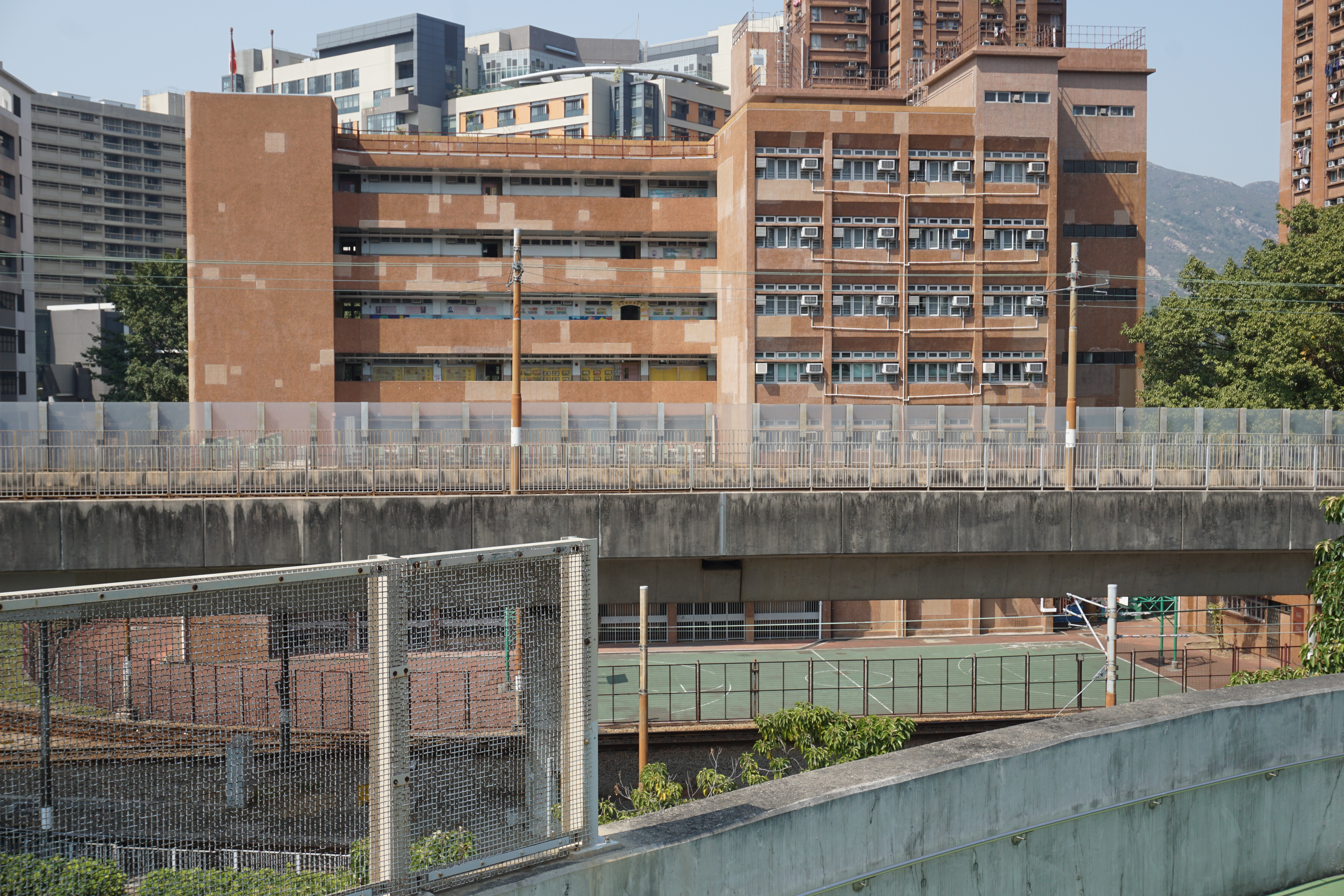
翻油前的屯門官立小學校舍東面（2017年2月）
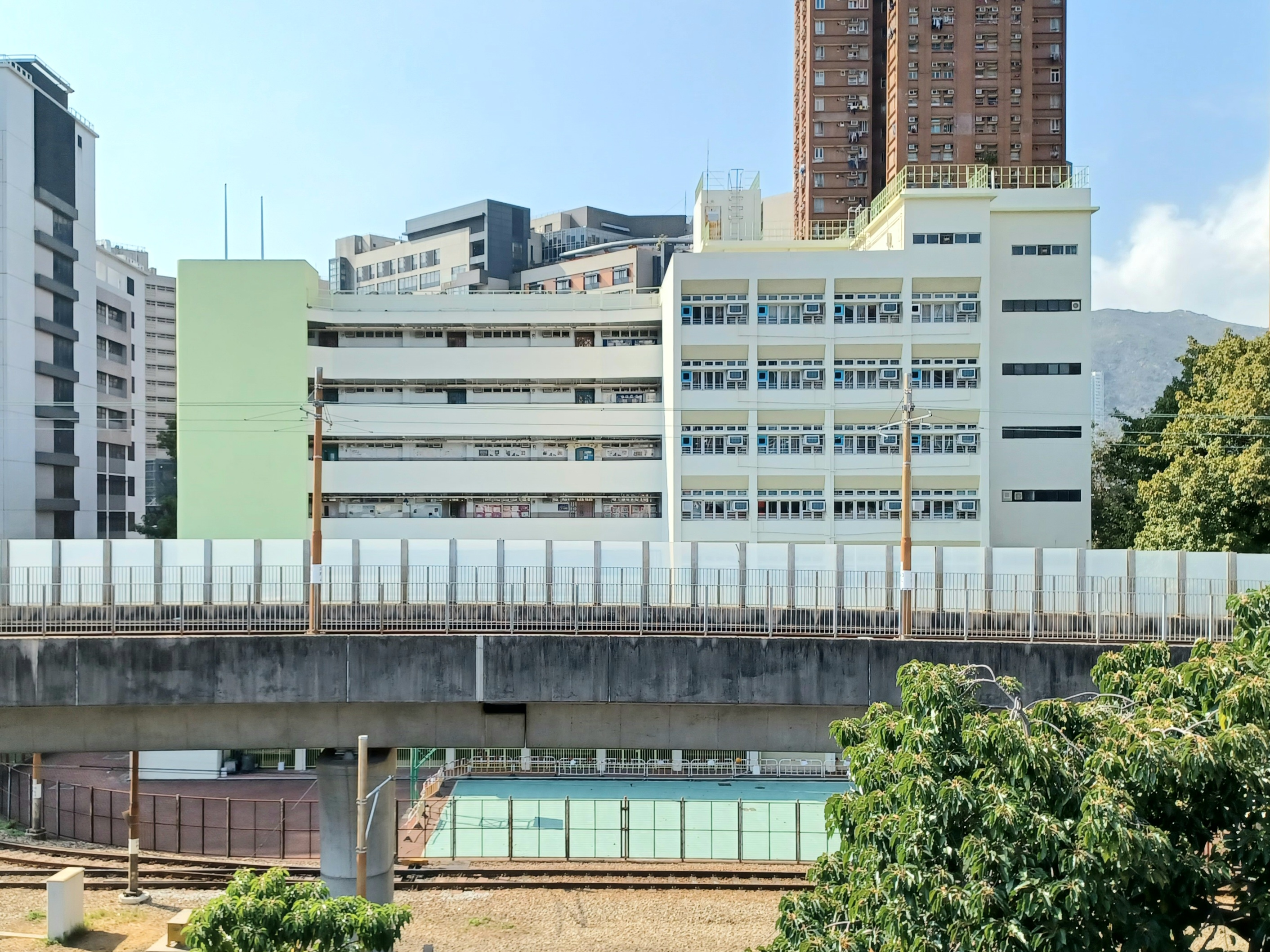
屯門官立小學校舍東面（2023年2月）
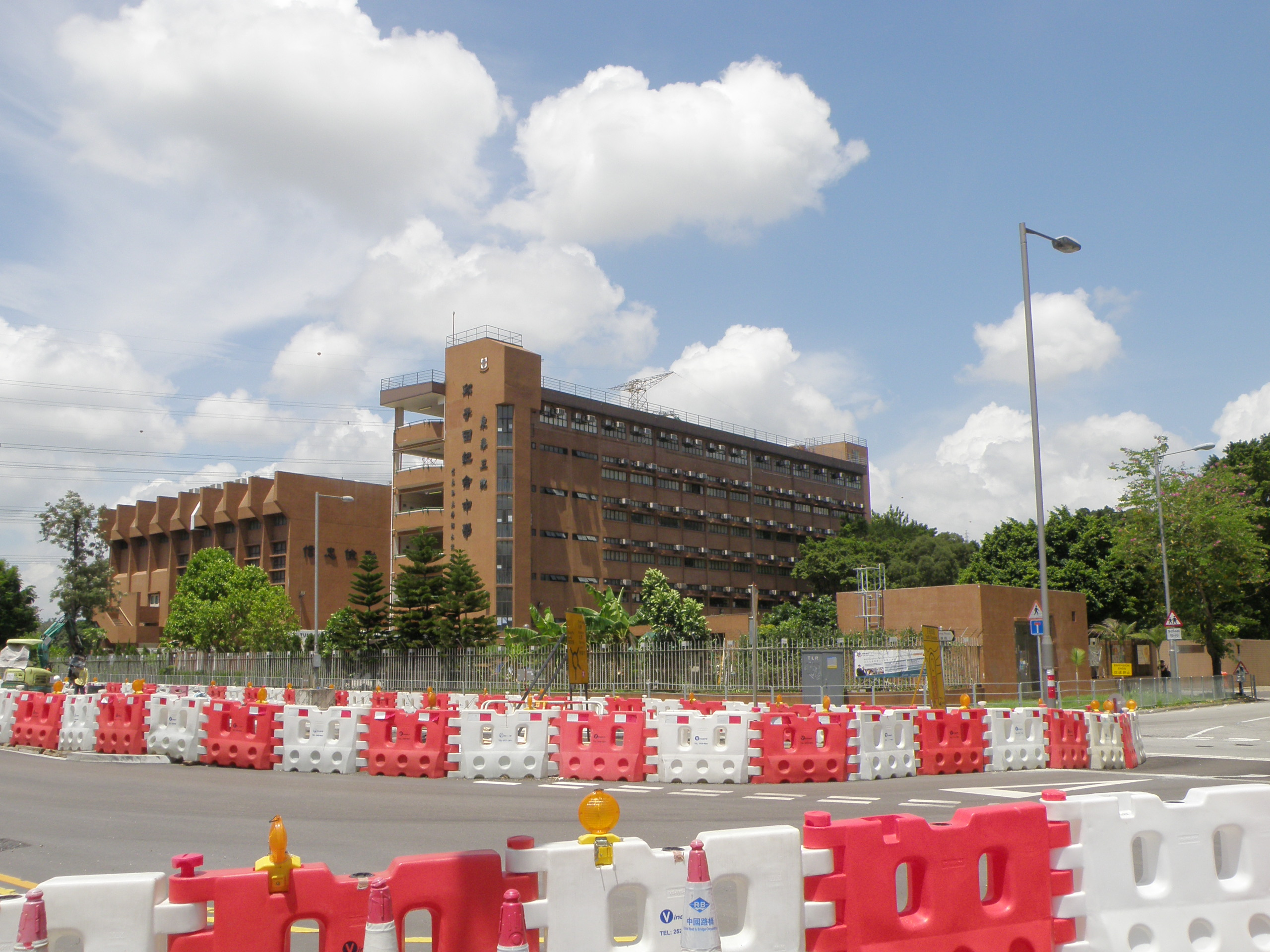
東華三院邱子田紀念中學（2015年5月）

## 事件
- 1998年11月23日，兆康商場內的道亨銀行發生劫案，劫匪逃走時遇上兩名警員，至少開了五槍，無人受傷。大批藍帽子警員到商場和停車場搜查。[6]

### 反修例事件 示威者被控暴動
2019年10月7日晚上，逾百人於西鐵綫兆康站進行破壞，用槌、鐵通、削尖硬物等破壞輕鐵站設施。到晚上9時57分，來自新界北總區應變大隊的大批防暴警員出動並衝入兆康苑範圍拘捕10人，包括一名19歲孕婦。居民因不滿警方走入民居拉人而指罵警方，大叫：「解散警隊，刻不容緩」和「徐步高喺你後面呀」。部分被捕人士其後「踢保」，到2020年12月10日再被警方拘捕，警方控告其中3男2女涉嫌暴動、暴動時使用蒙面物品及管有物品意圖損壞或破壞財產。

### 法團計劃圍封屋苑
2018年，屋苑（3，4期）法團以難以承受增加管理費下，加上政府發展第54區大量更多人流，計劃開闢兆康苑周邊公眾行人通道，並將屋苑改為封閉式管理。

## 電視拍攝
1983年TVB節目勁歌金曲拍攝片段，歌手羅文及中村雅俊合唱分粵語歌和日語歌《前程錦繡+俺たちの旅》

## 外部連結
- 兆康苑屋苑資料 (資料由祥益地產提供)（页面存档备份，存于）
- 房委會物業位置及資料 兆康苑（页面存档备份，存于）
- 香港選舉資料匯編：1982年-1994年，雷競璇 沈國祥編 1995年出版 ISBN 962-441-519-6 （页面存档备份，存于）